# Varize-Vaudoncourt

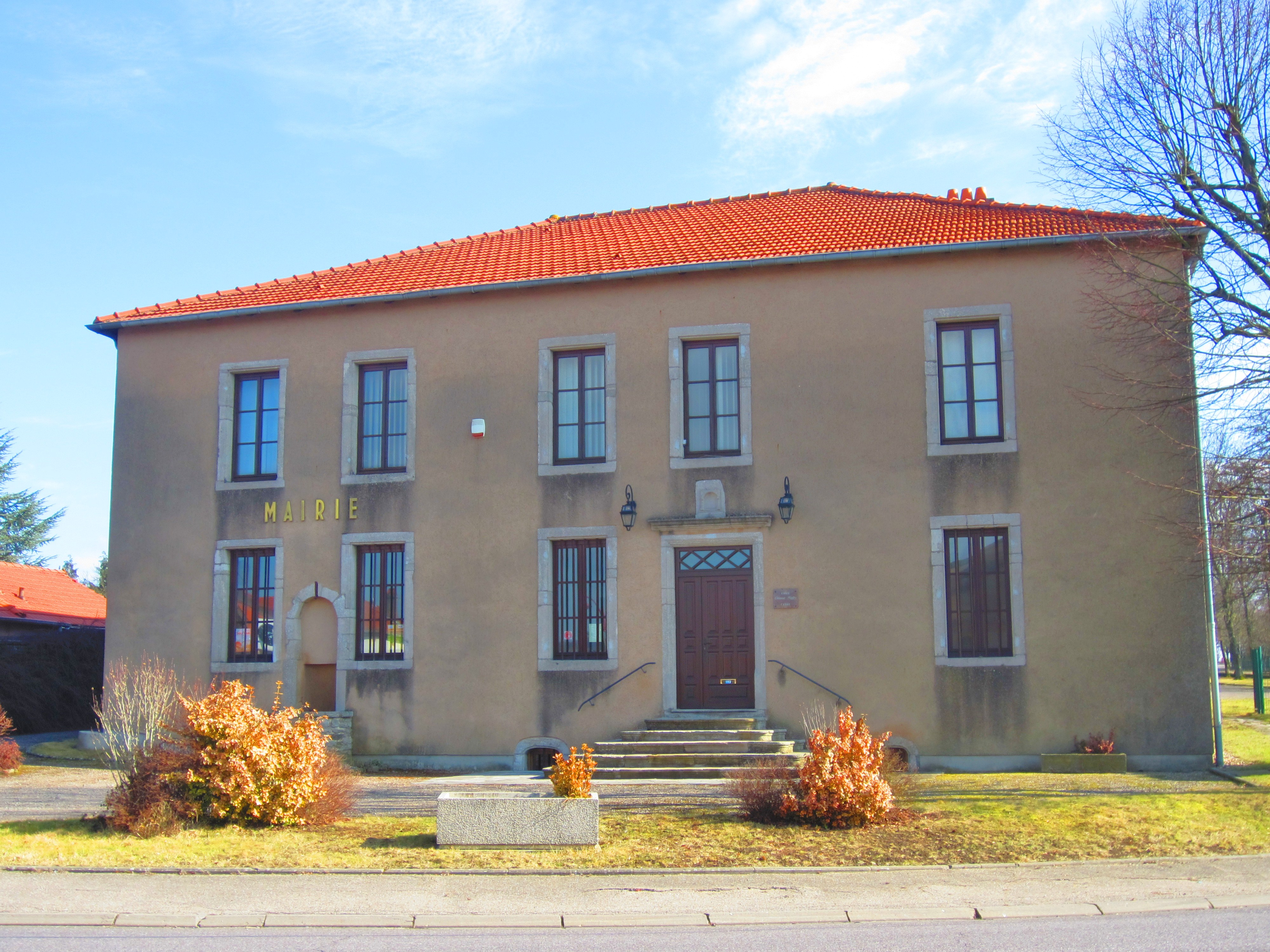
Gemeentehuis

Varize (Duits: Waibelskirchen) is een gemeente in het Franse departement Moselle (regio Grand Est) en telt 488 inwoners (2005). De plaats maakt deel uit van het arrondissement Forbach-Boulay-Moselle.

## Geografie
De oppervlakte van Varize bedraagt 13,7 km², de bevolkingsdichtheid is 35,6 inwoners per km².
De onderstaande kaart toont de ligging van Varize-Vaudoncourt met de belangrijkste infrastructuur en aangrenzende gemeenten.

## Demografie
Onderstaande figuur toont het verloop van het inwonertal (bron: INSEE-tellingen).